# Декарт (місто)
Дека́рт (фр. Descartes) — муніципалітет у Франції, у регіоні Центр — Долина Луари, департамент Ендр і Луара. Населення — 3294 особи (01.01.2021).
Муніципалітет розташований на відстані близько 250 км на південний захід від Парижа, 140 км на південний захід від Орлеана, 50 км на південь від Тура.

## Демографія
Динаміка населення (INSEE ):

## Економіка
2010 року серед 2170 осіб працездатного віку (15—64 років) 1495 були активними, 675 — неактивними (показник активності 68,9%, у 1999 році було 65,8%). З 1495 активних мешканців працювала 1261 особа (688 чоловіків та 573 жінки), безробітними було 234 (122 чоловіки та 112 жінок). Серед 675 неактивних 150 осіб було учнями чи студентами, 281 — пенсіонерами, 244 були неактивними з інших причин.